# Câmara dos Anciãos
A Câmara dos Anciãos (também Casa dos Anciãos; em pachtun: Mesherano Jirga) é a câmara alta da Assembleia Nacional bicameral do Afeganistão, juntamente com a Wolesi Jirga ("Câmara do Povo", ou câmara baixa, a principal legislatura).
A Câmara dos Anciãos possui 102 membros; um terço deles (34) é eleito pelos conselhos distritais (um por província) para mandatos de 3 anos, um terço (34) pelos conselhos provinciais (um por província) para mandatos de 4 anos, e um terço (34) é indicado pelo próprio presidente, para mandatos de 5 anos. No entanto, as eleições para os conselhos distritais não foram realizados nas eleições parlamentares de 2005; sendo assim, cada conselho provincial também escolheu um de seus membros eleitos para ocupar temporariamente os assentos disponíveis na casa até que as eleições dos conselhos distritais fossem realizadas. Metade dos indicados pelo presidente devem ser mulheres, dois dos representantes devem ter algum tipo de deficiência física, e dois devem pertencer aos Kochis, de acordo com a constituição.
Esta câmara tem um papel mais de consultor do que um órgão legislativo propriamente dito; ainda assim, a casa tem o poder de veto.